# کامیلا-۴
کامیلا-۴ (به لاتین: Comilla-4) یک منطقهٔ مسکونی در بنگلادش است که در ناحیه کومیلا واقع شده‌است.